# سیارک ۲۵۸۰
سیارک ۲۵۸۰ (به انگلیسی: 2580 Smilevskia، نامگذاری:1977QP4) دو هزار و پانصد و هشتادمین سیارک کشف شده‌است که در ۱۸ اوت ۱۹۷۷ کشف شد.
قدر مطلق سیارک برابر ۱۳٫۳۰ است.